# Boloh
Boloh is een bestuurslaag in het regentschap Grobogan van de provincie Midden-Java, Indonesië. Boloh telt 7562 inwoners (volkstelling 2010).